# Lechotice
Lechotice är en ort i Tjeckien.   Den ligger i regionen Zlín, i den östra delen av landet, 250 km öster om huvudstaden Prag. Lechotice ligger 214 meter över havet och antalet invånare är 394.
Terrängen runt Lechotice är platt västerut, men österut är den kuperad. Runt Lechotice är det tätbefolkat, med 659 invånare per kvadratkilometer. Närmaste större samhälle är Zlín, 8,0 km sydost om Lechotice. Trakten runt Lechotice består till största delen av jordbruksmark.